# Unrepentant Geraldines
Unrepentant Geraldines – czternasty album studyjny Tori Amos. Jest to album, który zadebiutował w pierwszej dziesiątce Billboard 200.
Amos stwierdziła, że napisała piosenki „w tajemnicy”, korzystając z wolności nieobecności w dużej grupie muzyków. Opisała album jako inną fotografię swojego życia i rzeczy, które obserwowała.
Album jest opisany jako „wdzięczny portret wokalistyki z wizualnością”.
Podczas trasy koncertowej w swoim ostatnim mainstreamowym wydaniu w 2009 r., Amos czuła się tak, jakby uderzyła ją zdolność twórcza i potrzebowała nowego sposobu na robienie muzyki. Doprowadziło to do realizacji projektów poza gatunkiem pop / rock, w tym muzyki klasycznej i musicalu The Light Princess, a także orkiestrowych nagrań utworów z jej katalogu.
Tytuł albumu odzwierciedla nienawistne kobiety, które nie będą przepraszać za swoje czyny i przekonania. W albumie znajdują się wiele tematów, w tym „inna” Ameryka, starzenie się w „16 Shades of Blue”, dreszczyk niebezpieczeństwa w „Trouble’s Lament”, niewypuszczanie wyobraźni z dzieciństwa w „Rose Dover”, skandale nadzoru NSA w „Giant’s Rolling Pin”, oraz pokój z nawiedzającymi wspomnieniami i wątpliwością w utworze „Oysters”. Córka Amos pojawia się jako partner duetu w „Promise”, o matce i córce, którzy tam są. Mając na uwadze perspektywę nastolatków do konsultacji, miało to duży wpływ na zapis, narażając Amos na inne spojrzenie niż własne.
Album został nagrany i zmieszany z Martian Engineering w domu Amos w Kornwalii, a Amos i wieloletni inżynierowie Mark Hawley (mąż Tori) i Marcel van Limbeek „pracujący jako trójkąt”. Amos stwierdziła, że musi eksperymentować i że ten mały zespół wyzwolił się w tym celu. Jeśli chodzi o zawartość albumu, powiedziała, że „nie będzie szoku, wstrząs jest prosty”, zamiast dążyć do tworzenia piosenek, które „teraz rezonują”.

## Lista utworów
| 1.  | „America”                             | 4:12  |
|     |                                       |       |
| 2.  | „Trouble’s Lament”                    | 3:44  |
|     |                                       |       |
| 3.  | „Wild Way”                            | 2:55  |
|     |                                       |       |
| 4.  | „Wedding Day”                         | 3:44  |
|     |                                       |       |
| 5.  | „Weatherman”                          | 4:41  |
|     |                                       |       |
| 6.  | „16 Shades of Blue”                   | 3:52  |
|     |                                       |       |
| 7.  | „Maids of Elfen-Mere”                 | 2:53  |
|     |                                       |       |
| 8.  | „Promise (featuring Natashya Hawley)” | 4:04  |
|     |                                       |       |
| 9.  | „Giant’s Rolling Pin”                 | 4:11  |
|     |                                       |       |
| 10. | „Selkie”                              | 4:05  |
|     |                                       |       |
| 11. | „Unrepentant Geraldines”              | 6:57  |
|     |                                       |       |
| 12. | „Oysters”                             | 5:14  |
|     |                                       |       |
| 13. | „Rose Dover”                          | 3:55  |
|     |                                       |       |
| 14. | „Invisible Boy”                       | 4:57  |
|     |                                       |       |
|     |                                       | 59:24 |
|     |                                       |       |

## Twórcy
- Tori Amos – śpiew, fortepian
- Mac Aladdin – gitara
- Mark Hawley – dodatkowa instrumentacja, producent, mixer, programista
- Natashya Hawley – wokal w utworze „Promise”

## Notowania
| Lista                                  | Najwyższa pozycja |
| -------------------------------------- | ----------------- |
| Australia (ARIA)                       | 58                |
| Austria (Ö3 Austria Top 40)            | 17                |
| Belgia (Ultratop 200 Albums, Flandria) | 23                |
| Belgia (Ultratop 200 Albums, Wallonia) | 22                |
| Kanada (Canadian Albums Chart)         | 26                |
| Dania (Tracklisten)                    | 19                |
| Holandia (Mega Album Top 100)          | 10                |
| Finlandia (Top 50 Albums)              | 41                |
| Francja (SNEP)                         | 61                |
| Niemcy (Media Control Charts)          | 15                |
| Irlandia (Albums Chart)                | 17                |
| Polska (OLiS)                          | 28                |
| Szkocja (OCC)                          | 14                |
| Szwajcaria (Alben Top 100)             | 20                |
| Wielka Brytania (UK Albums Chart)      | 13                |
| Włochy (FIMI)                          | 22                |
| US Billboard 200                       | 7                 |

## Historia wydania
| Kraj              | Data         | Format             | Label                                           |
| ----------------- | ------------ | ------------------ | ----------------------------------------------- |
| Niemcy            | 9 maja 2014  | - CD - CD+DVD - LP | - Mercury Classics - Universal Mercury Classics |
| Wielka Brytania   | 12 maja 2014 | - CD - CD+DVD - LP | - Mercury Classics - Universal Mercury Classics |
| Stany Zjednoczone | 13 maja 2014 | - CD - CD+DVD - LP | - Mercury Classics - Universal Mercury Classics |
| Australia         | 16 maja 2014 | - CD - CD+DVD - LP | - Mercury Classics - Universal Mercury Classics |